# فدراسیون ناشنوایان ایران

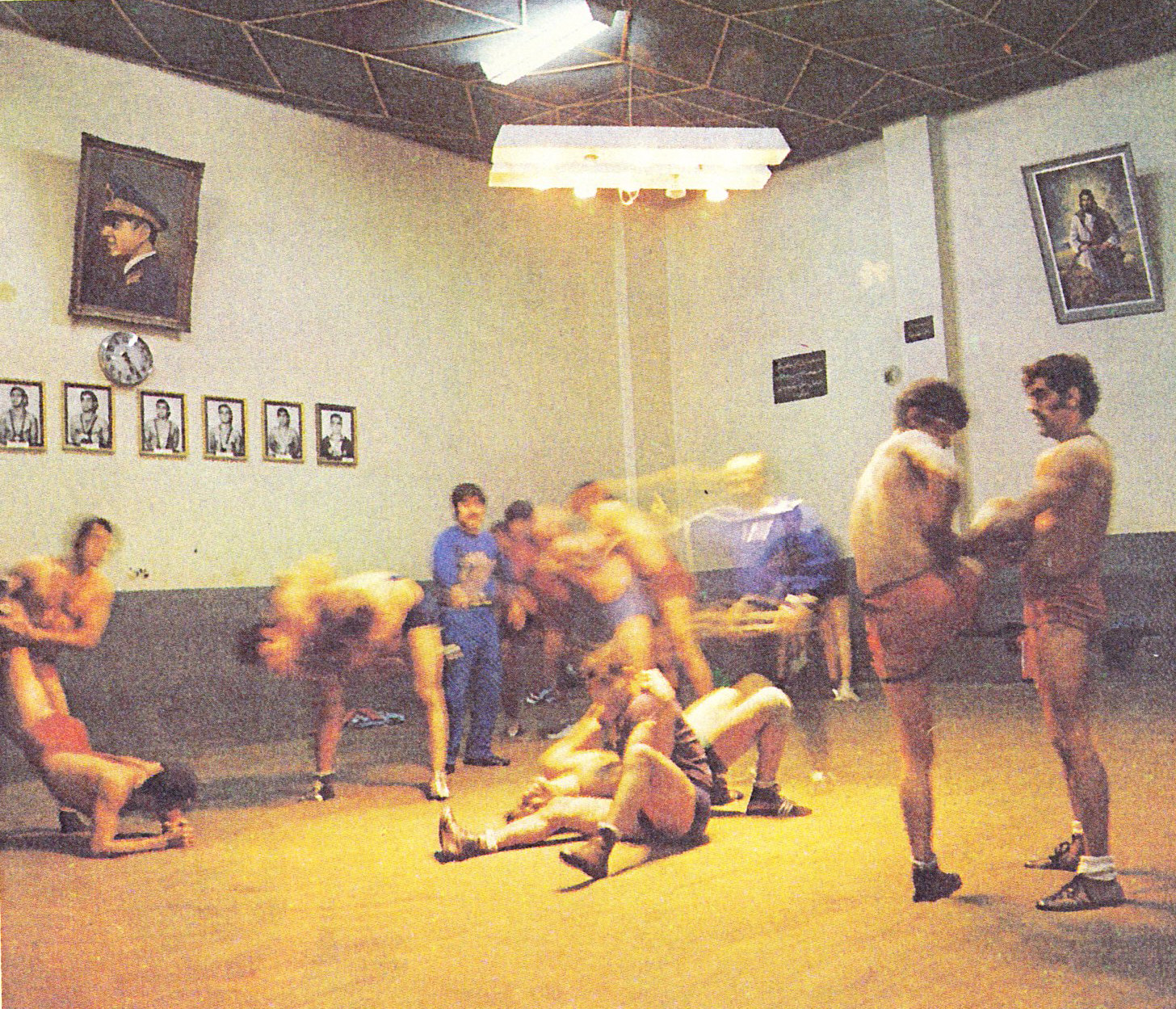
قهرمانان کر ولال در تمرین کشتی

فدراسیون ناشنوایان ایران با نام قبلی فدراسیون ورزشی کر و لال ها یکی از فدراسیون‌های ورزشی ایران است.

## تاریخچه
در سال ۱۳۳۴ به ریاست عالیه فرح پهلوی در تهران بنیان نهاده شد. هدف از ایجاد آن گسترش و رواج دادن ورزش میان کر و لال‌های ایران بر پایه مقررات و اساس فنی جهانی و نیز شرکت دادن آن‌ها در مسابقه‌های داخلی و خارجی بود. سازمانی است مستقل و دارای یک تشکیلات مرکزی در تهران و هیئت ورزشی کر و لال‌ها در هر شهرستان.
سازمان مرکزی فدراسیون از یک هیئت مدیره هفت نفری و کمیسیون‌های فنی و مسابقه‌ها و داوری است که از پنج نفر تشکیل می‌شود.
رئیس هیئت ورزشی کر و لال‌ها ی هر شهرستان بر پایه پیشنهاد فدراسیون ورزشی کر و لال‌های ایران و تأیید سازمان تربیت بدنی بومی برگزیده می‌شود.
فدراسیون ورزشی کر و لال‌های ایران در سال ۱۳۳۴ با فعالیت در سه یا چهار رشته ورزشی آغاز به کار کرد. در سال ۱۳۴۴ باشگاه ورزشی گشوده شد که در سال ۱۳۴۵ آغاز به کار نمود.
در سال ۱۳۴۷ برای نخستین بار در رشته‌های کشتی آزاد، کشتی فرنگی، پینگ پنگ دختران و پسران در سطح کشور مسابقه‌های قهرمانی انجام گرفت. دومین دور مسابقه‌ها در تهران و سومین و چهارمین آن در استهبان و تهران برگزار گردید.